# 人道法国際研究所
人道法国際研究所 （IIHL 英語 : International Institute of Humanitarian Law、仏語 : Institut international de droit humanitaire、伊語: Istituto internazionale di diritto umanitario）は、1970年に設立された独立の非政府組織であり、イタリア共和国サンレモ市に本部、スイス・ジュネーブに事務局が置かれる。現在の所長はジョルジオ・バッティスティ（元イタリア陸軍中将）。
人道法国際研究所は、国際人道法・人権・国際難民法の発展、普及を目的とし、武力紛争法に関する教育及び研究機関でもある。ジュネーヴ条約の締約国には自国軍隊に武力紛争法を遵守させる義務があり、各国の義務履行を支援するために、知識や専門性に応じた各種の集合教育を開催している。国際人道法の分野の中心的な研究・教育機関として、国際的にも高く評価され、国際機関と密接な連携のもとセミナーや会議を数多く開催している。とくに軍人を対象としたセミナーは有名であり、海戦における武力行使についてまとめたマニュアルは、『海上武力紛争サンレモ・マニュアル解説書』として出版され、研究者や実務家の用に資されている。またフランスのニース大学の平和発展法研究所、オランダのハーグ国際法アカデミー (The Hague Academy of International Law) とも協力関係にあり国際私法、国際公法、EU法の高度な研究・教育を行っている。
主な協力機関
- 国際赤十字委員会 (ICRC)
- 国連難民高等弁務官事務所 (UNHCR)
- 国際移住機関 (IOM)、
- 欧州連合 (EU)

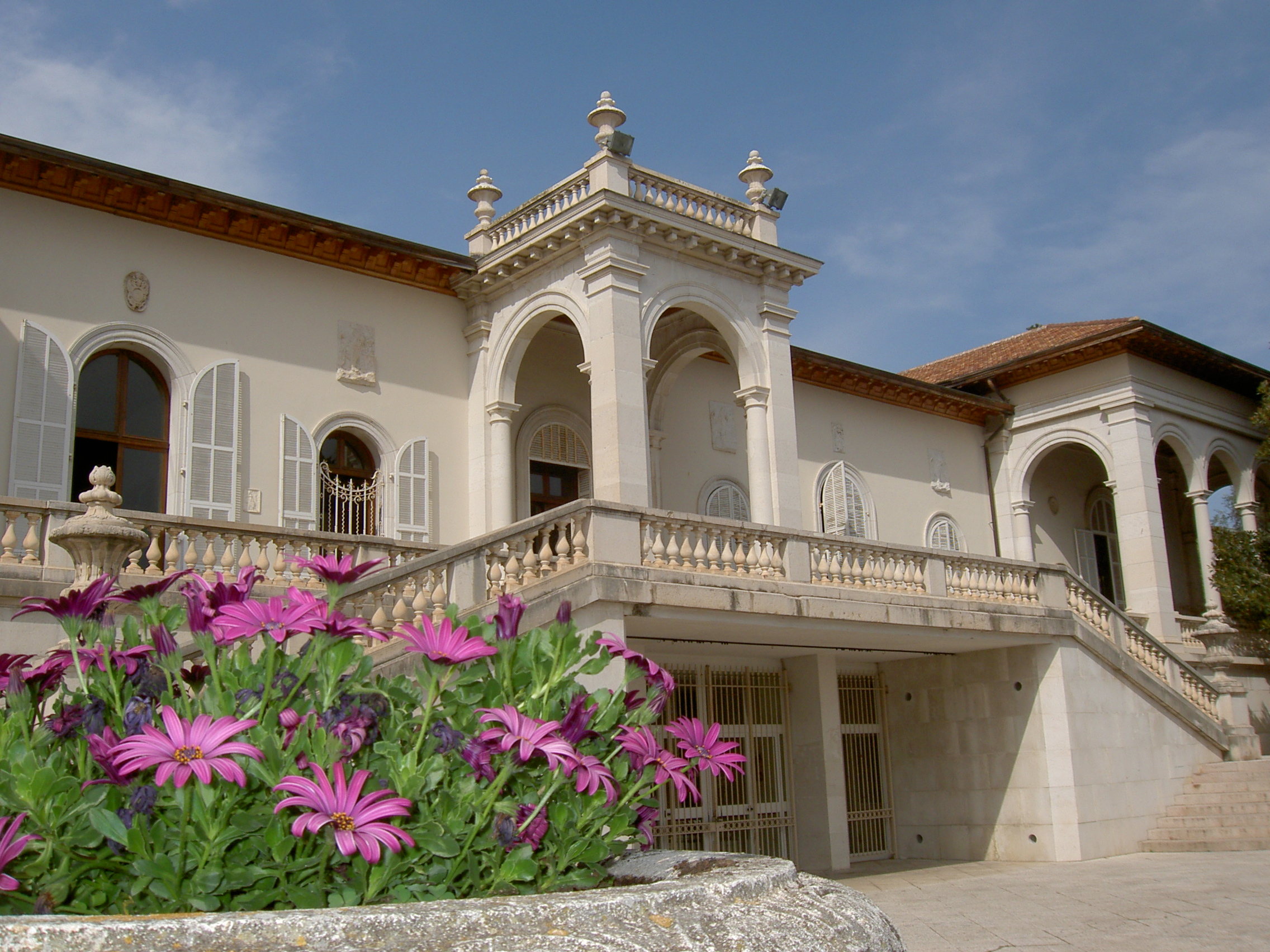
人道法国際研究所本部

- 国際連合教育科学文化機関 (UNESCO)
- 北大西洋条約機構 (NATO)
- アメリカ軍 (US Army)
- フランコフォニー国際機関 (OIF)
- 国際赤十字赤新月社連盟
- 国際連合経済社会理事会 (ECOSOC)
- 欧州議会 (Council of Europe)
- 国連アフリカ紛争解決平和維持訓練カイロ地域センター（CCCPA）

## 日本人関係者
- 小和田恆（元顧問団メンバー）